# Мугур-Аксы
Мугу́р-Аксы́ (с тув. мунгур аксы — «небольшая сезонная река») — село, административный центр Монгун-Тайгинского кожууна Республики Тыва.

## Этимология
Название имеет тюркское происхождение и состоит из двух тувинских слов: мугур — «небольшая пересыхающая тупиковая река» и аксы — «река, питающаяся талыми водами».

## География
Село находится в месте впадения реки Мугур в реки Каргы, близ Монгун-Тайги. Само название «Мугур-Аксы» в переводе с тувинского означает «устье реки Мугур». Мугур-Аксы — горное село, находящееся на высоте 1800 м над уровнем моря.
Уличная сеть
Переулки: Гагарина пер., Казылган пер., Коммунальная пер., Строительная пер.
Улицы: ул. 40 лет Тувы, ул. Ак-Баштыг, ул. Артыш, ул. Аэропортная, ул. Бавуу, ул. Ветеринарная, ул. Кара-оол Салчак, ул. Кошкар-оол, ул. Кула, ул. Кыргыс Шомбул, ул. Маадыр-оол, ул. Найырал, ул. Саадак, ул. Саны-Шири, ул. Тондар Салчак, ул. Хунан-оол, ул. Эрик.
К селу примыкают местечки (населённые пункты без статуса поселения) м. Ажыг-Суг, м. Ак-Адыр, м. Ак-Баштыг, м. Барлык, м. Барлык-Бажы, м. Бел, м. Бугалыг, м. Кара-Хову, м. Мугур, м. Оорга, м. Чеди-Тей.

## Население
| 1970  | 1979  | 1989  | 2002  | 2010  | 2011  | 2012  |
| ----- | ----- | ----- | ----- | ----- | ----- | ----- |
| 547   | ↘399  | ↗3457 | ↗4046 | ↗4153 | ↘4139 | ↗4141 |
| 2013  | 2014  | 2015  | 2016  | 2017  | 2018  | 2019  |
| ↗4198 | ↘4190 | ↗4237 | ↗4270 | ↗4375 | ↗4402 | ↗4447 |
| 2020  | 2021  |       |       |       |       |       |
| ↗4479 | ↗4512 |       |       |       |       |       |

## Известные уроженцы, жители
Чыдым Дангыт Иргитович (15 января 1948 — 15 декабря 2017) — тувинский прозаик.
Майнак Онанович Саая (1 мая 1940 года — 18 января 2007 года) — тувинский поэт и прозаик.
Елена Мандан-ооловна Куулар — российский филолог, исследователь тувинского языка.
Салчак Антон Ондар-оолович — мастер спорта Международного класса по кикбоксингу, четырехкратный чемпион России, чемпион Европы, трехкратный чемпион мира.

## Сотовая связь
В Мугур-Аксы действуют 3 оператора сотовой связи — «Билайн», «МТС» и «МегаФон».